# John Marshall (musicista)
John Marshall (Schuyler, 4 gennaio 1962) è un chitarrista e compositore statunitense prevalentemente noto come membro della band Metal Church.

## Biografia
Marshall, nato a Montour Falls, iniziò la sua attività suonando in varie band locali, e divenne popolare nel 1985, quando sostituì per un breve periodo James Hetlfield nei Metallica. in seguito ha anche militato per alcuni anni nella band progressive thrash metal Blind Illusion (che comprendeva anche Les Claypool e Larry LaLonde dei Primus), e ad oggi è conosciuto principalmente per essere stato membro per oltre dieci anni della band heavy metal Metal Church.

## Altre attività
A partire dal 2010, Marshall ha anche lavorato per Mesa/Boogie Amplification, essendo un dipendente dal 1995. Attualmente lavora nel reparto di ricerca

## Discografia

### Solista
- 1996 – Keep On Keeping On
- 2005 – Dreaming in the Hudson
- 2014 – Tail Wind

### Con i Metal Church
- 1989 – Blessing in Disguise
- 1991 – The Human Factor
- 1993 – Hanging in the Balance
- 1999 – Masterpeace

### Collaborazioni
- 1998 – A Perfect Strangers - Marianne faithfull
- 2004 – The Mold - Chris Caffery